# Валентин Фернандіш
Валенти́н Ферна́ндіш (порт. Valentim Fernandes, також Валенті́м; † 1518 або 1519, Лісабон, Португалія) — португальський друкар, укладач і творець (письменник) книжок, перекладач моравського походження (етнічний німець — підписувався німцем, або чех).

## З життєпису

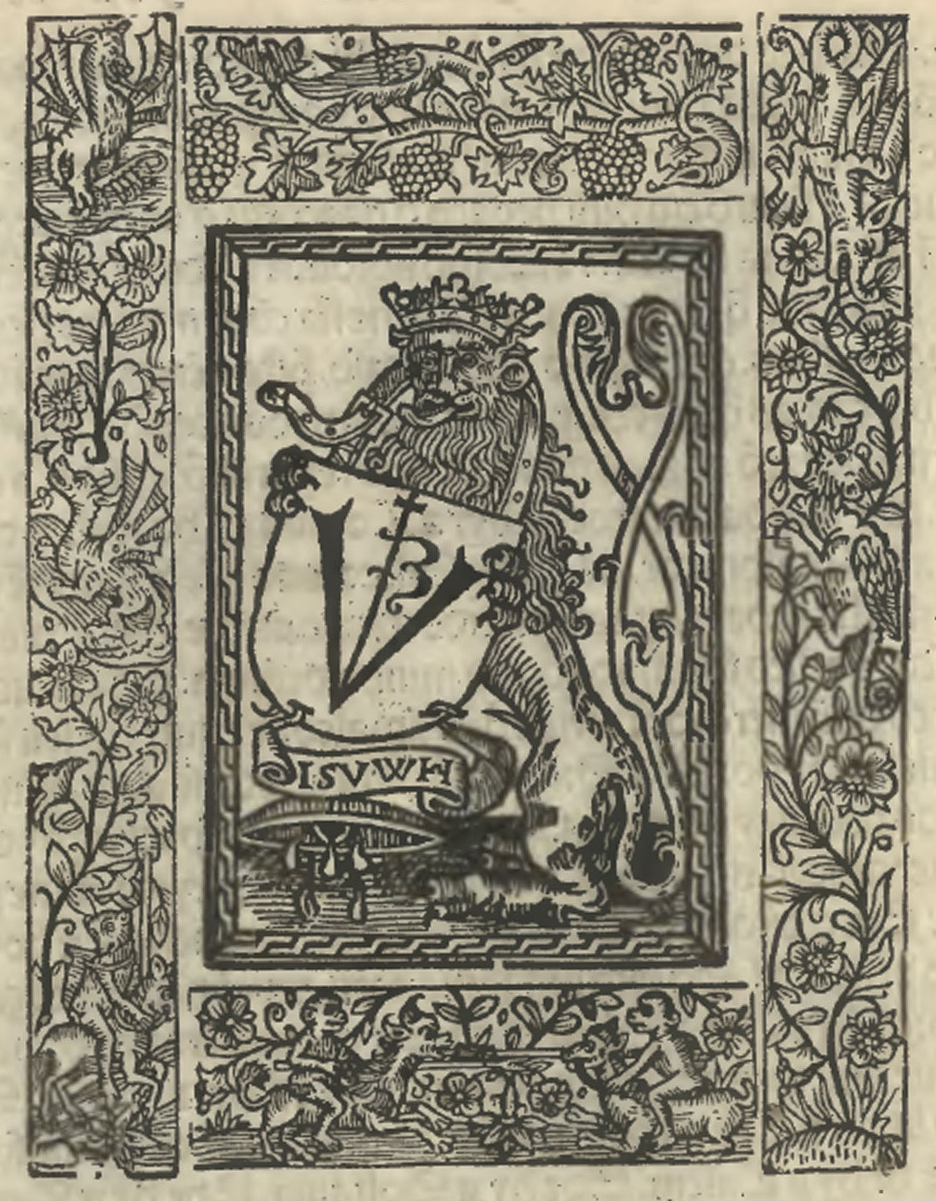
Друкарський знак Валентина Фернандіша

Переїхав до Лісабона (Португалія) в 1495 році, де жив і працював протягом 23 років. Дукував книги на замовлення Леонори Авіської.
Помер у Лісабоні 1518 (або 1519) року.

## Діяльність
Валентин Фернандіш був письменником і перекладачем різних класичних текстів.
Працював над книгою Vita Christi.
Його magnum opus — рукопис Descripcam 1506-1507 років описує, як каравани верблюдів перевозили сахарську сіль з Валати до Тімбукту, а потім до Дженне. Там сіль обмінювалася сонінке вангара на щире золото.
Протягом свого життя Валентин Фернандіш співпрацював з багатьма найосвіченішими та найталановитішими людьми свого часу, з-поміж яких були Альбрехт Дюрер, Ієронімус Мюнцер і Матіас Рінгманн (більш відомий як Філесій Вогезігена, перекладач), власне той, хто відправив до Німеччини (на той час частини Священної Римської імперії) звістку про португальські географічні відкриття.